# Dansk Sprognævn
De Dansk Sprognævn (Afgekort tot: DSN) (Nederlands: Deense Taalraad) is de taalorganisatie voor de Deense taal die valt onder het Ministerie van Cultuur. De organisatie is opgericht in 1955 en het kantoor is gevestigd in Bogense. Directeur van de organisatie is Thomas Hestbæk Andersen.

## Werkzaamheden
De organisatie houdt zich op allerlei verschillende manieren bezig met het Deens. De organisatie dient zich volgens de wet minstens te houden aan de volgende drie werkzaamheden:
- Het bijhouden van de ontwikkelingen van het Deens;
- Vragen beantwoorden en adviezen geven over het Deens;
- Bijwerken van het officiële spellingswoordenboek: Retskrivningsordbogen.

De website van de organisatie biedt informatie over allerlei onderwerpen die te maken hebben met het Deens. Dit gaat van de geschiedenis van de taal en woordenboeken tot de Deense gebarentaal en uitleg over grammaticale kwesties.

### Ontwikkelingen
Op de website van de organisatie worden de ontwikkelingen van de taal bijgehouden. De website heeft een zoekfunctie dat dient als woordenboek; zo is het mogelijk om de betekenis van woorden op te zoeken en extra informatie te krijgen. De organisatie breidt de website continu uit en houdt deze bijgewerkt door gebruik te maken van verschillende media. De database bestaat meer dan 380.000 verschillende woorden. Het bijhouden van dit type woordenboek, online of als papieren uitgave, is een van de hoofdzaken voor de organisatie.

### Advies
De organisatie maakt gebruik van een speciaal telefoonnummer en e-mailadres om vragen te stellen of om advies te vragen. Onderwerpen van veelgestelde vragen zijn: de spelling, betekenis en uitspraak.

### Retskrivningsordbogen
Een eerste versie van een spellingswoordenboek bracht Svend Grundtvig uit in 1872, en heette Dansk Haandordbog. Het spellingswoordenboek van vandaag de dag is voor het eerst uitgebracht in 1955, maar heette destijds nog Retskrivningsordbog, zonder en op het einde. De eerste uitgave van het huidige woordenboek kwam in 1986. Latere uitgaven volgden in 1996, 2001, 2012 en 2024.

## Samenwerking
Nationaal werkt de organisatie samen met verschillende organisaties en instituten die zich op welke manier dan ook bezighouden met de Deense taal. Internationaal werkt de organisatie samen met de andere Scandinavische landen, dit verloopt geregeld via de Noordse Raad. Dit geldt dan voor de Noorse en Zweedse taalraden, maar ook die van de Faeröer.